# گذرگاه شیطان
گذرگاه شیطان (انگلیسی: The Devil's Path) فیلمی در ژانر درام و جنایی به کارگردانی کازویا شیرائیشی است که در سال ۲۰۱۳ منتشر شد. از بازیگران آن می‌توان به تاکایوکی یامادا، پیر تاکی، چیزورو ایکه واکی، کازوکو شیراکاوا و جیتسوکو یوشیمورا اشاره کرد.
دریک الی از مجله فیلم بیزنس ایژا به فیلم امتیاز هفت از ده داد.